# Just
Just — пісня англійського рок-гурту Radiohead, що увійшла до їхнього другого альбому The Bends (1995). Вона була випущена як сингл 7 серпня 1995 року.
У 2007 році NME поставив «Just» на 34 місце у списку «Найкращих інді-гімнів усіх часів». У 2008 році вона увійшла до альбому Radiohead: The Best Of. Англійський продюсер Марк Ронсон випустив кавер-версію в лютому 2008 року як четвертий сингл зі свого альбому Version.

## Написання
Значна частина пісні «Just» була написана провідним гітаристом Radiohead, Джонні Ґрінвудом. За словами вокаліста Тома Йорка, Ґрінвуд «намагався вписати в пісню якомога більше акордів». Незграбний гітарний риф з'явився під впливом гри Джона МакГіча в пісні Magazine «Shot By Both Sides»; Ґрінвуд сказав, що це була «майже така ж ідея».

## Музичне відео
Режисером кліпу «Just» став Джеймі Трейвз, який адаптував ідею для короткометражного фільму. Зйомки зайняли два дні. Вуличні сцени були зняті на Ліверпуль-стріт у Лондоні, сцени з гуртом — на знімальному майданчику.
На відео чоловік лежить посеред тротуару, привертаючи увагу перехожих. Учасники гурту Radiohead спостерігають за ним з вікна квартири зверху. Розмова чоловіка з перехожими відображається в субтитрах; вони запитують, чому він лежить, але він відмовляється пояснювати. Зрештою, чоловік пояснює, але його пояснення не субтитроване. Перехожі лягають поруч з ним.

## Трек-лист
| #     | Назва                            | Тривалість |
| ----- | -------------------------------- | ---------- |
| 1.    | «Just»                           | 3:52       |
| 2.    | «Planet Telex (Karma Sunra mix)» | 5:23       |
| 3.    | «Killer Cars (Mogadon version)»  | 3:59       |
| 13:14 |                                  |            |

## Персоналії
- Том Йорк — вокал, електро та акустична гітари
- Джонні Ґрінвуд — електрична гітара, Орган Гаммонда
- Ед О'Браєн — електрична гітара
- Колін Ґрінвуд — бас
- Філ Селвей — барабани